# Princeville (Carolina do Norte)
Princeville é uma cidade  localizada no estado norte-americano de Carolina do Norte, no Condado de Edgecombe.

## Demografia
Segundo o censo norte-americano de 2000, a sua população era de 940 habitantes.
Em 2006, foi estimada uma população de 1668, um aumento de 728 (77.4%).

## Geografia
De acordo com o United States Census Bureau tem uma área de 4,1 km², dos quais 4,1 km² cobertos por terra e 0,0 km² cobertos por água.

## Localidades na vizinhança
O diagrama seguinte representa as localidades num raio de 16 km ao redor de Princeville.